# Risque sismique dans le Loiret
Le risque sismique dans le Loiret est un des risques majeurs susceptibles d'affecter le département du Loiret (région Centre-Val de Loire, France). Il se caractérise par la possibilité qu'un aléa de type séisme se produise et occasionne des dommages plus ou moins importants aux personnes, aux biens ou à l'environnement sur le territoire départemental.
La totalité du département est classée en zone de sismicité « très faible ». À ce titre aucune réglementation spécifique ne s'applique aux constructions dites « à risque normal ». Seules les installations classées « à risque spécial », dont fait partie la centrale nucléaire de Dampierre-en-Burly, doivent respecter la réglementation parasismique en vigueur.

## Histoire

### Principaux événements marquants
Au cours des 500 dernières années, les séismes historiques ressentis dans le département n’ont jamais entraîné de dommages matériels importants. La base de données SisFrance des séismes historiques en France, gérée par le Bureau de recherches géologiques et minières (BRGM), recense une vingtaine d'événements, ressentis dans au moins une commune du département, dont quatre dont l'épicentre est localisée dans le département :
| Date                     | Heure           | Localisation épicentrale                       | Région ou pays de l'épicentre    | Intensité épicentrale |
| ------------------------ | --------------- | ---------------------------------------------- | -------------------------------- | --------------------- |
| Épicentre dans le Loiret |                 |                                                |                                  |                       |
| 3 octobre 1933           | 7 h 54 min 20 s | Val de Loire (Tigy)                            | Orléanais-Blésois-Pays Chartrain | 6                     |
| 26 février 1915          | 11 h 30 min     | Val de Loire (Saint-Ay)                        | Orléanais-Blésois-Pays Chartrain |                       |
| 16 août 1885             | 19 h 23 min     | Beauce (Bricy)                                 | Orléanais-Blésois-Pays Chartrain | 5                     |
| 29 avril 1831            | 17 h 30 min     | Forêt d'Orléans (Fay-aux-Loges)                | Orléanais-Blésois-Pays Chartrain | 5                     |
| Épicentre hors du Loiret |                 |                                                |                                  |                       |
| 7 juin 1931              | 0 h 25 min 1 s  | Mer du nord (Dogger Bank)                      | Grande-Bretagne                  |                       |
| 26 septembre 1925        | 5 h 5 min       | Marche-Boischaut (Chateaumeillant - la Châtre) | Berry                            | 6,5                   |
| 14 septembre 1866        | 5 h 10 min      | Brenne (Azay-le-Ferron)                        | Berry                            | 7                     |
| 5 juillet 1841           | 3 h 30 min      | Brenne (Châtillon-sur-Indre)                   | Berry                            | 4                     |
| 5 juillet 1841           | 0 h 30 min      | Brenne (Châtillon-sur-Indre)                   | Berry                            | 7                     |
| 21 janvier 1814          | 7 h 15 min      | Vallée de la Sarthe (Sainte-Jamme ?)           | Maine                            |                       |
| 25 janvier 1799          | 3 h 45 min      | Marais breton (Bouin)                          | Pays nantais et vendéen          | 7,5                   |
| 1 novembre 1755          | 9 h 30 min      | Atlantique (W. Lisbonne)                       | Portugal                         |                       |
| 11 octobre 1749          | 19 h 8 min      | Châtelleraudais ?                              | Poitou                           |                       |
| 13 mars 1708             | 5 h             | Loudunois ?                                    | Poitou                           |                       |
| 12 mai 1682              | 2 h 30 min      | Hautes-Vosges (Remiremont)                     | Vosges                           | 8                     |
| 26 janvier 1579          | 6 h 50 min      | Marche-Boischaut ?                             | Berry                            |                       |
| 25 juin 1522             | 22 h            | Plateau méridional (Le Grand-Pressigny ?)      | Touraine                         |                       |
| 10 septembre 1316        |                 | Brenne ?                                       | Berry                            |                       |
| 18 février 849           | 22 h            | Hautes-Vosges (Remiremont ?)                   | Vosges                           |                       |

### Séisme de Tigy (1933)
Le 3 octobre 1933 à 7 h 54, deux secousses sismiques de trois secondes, avec un arrêt d'une demi-seconde entre chacune, ont été ressenties dans toute la région est d'Orléans. Avec une intensité épicentrale de 6, il s'agit du plus fort séisme s'étant produit dans le Loiret.
Plusieurs personnes eurent la sensation d'un léger soulèvement du sol avec déplacement vers le Nord, suivi d'un grondement rapide. L'épicentre se situe aux environs de Tigy, dans la région naturelle de la Sologne. Les effets de ce séisme d'intensité moyenne ont été enregistrés entre Orléans et Sully-sur-Loire. À Tigy, une cheminée a été abattue et quelques dégâts peu importants se sont également produits à Vienne-en-Val, La Ferté-Saint-Aubin, Fay-aux-Loges et Vitry-aux-Loges. À Saint-Denis-de-l'Hôtel, une jeune fille s'est trouvée projetée de sa bicyclette. À Jargeau, Châteauneuf-sur-Loire, Donnery, Saint-Benoit-sur-Loire et Orléans, « les vibrations étaient semblables à celles que produirait le passage d'un gros camion passant sur les pavés d'une rue ». Un phénomène curieux a été observé par les pêcheurs le long de la Loire et des rivières : « à l'instant précis où la secousse se produisit, tous les poissons apparurent brusquement à la surface de l'eau. Ils n'y restèrent malheureusement que l'espace de quelques secondes ». Ce séisme est toutefois passé inaperçu à Pithiviers, Chartres, Melun, Corbeil, Étampes, entre Loire et Seine, alors qu'il a été bien observé à Paris et jusqu'aux Andelys dans l'Eure.

### Événements récents
Le 25 septembre 2013 à 21 h 15 TU (23 h 15 heure locale), un séisme, dit « séisme de Châtillon-dur-Loire », d’une magnitude de 3,6, s'est produit dans le Giennois. L’épicentre est localisé à 3 km de la commune de Cernoy-en-Berry, à la limite du département du Cher entre le pays Giennois et Sancerrois. Sa profondeur est incertaine pour le CEA et de 24 km pour le RéNaSS. L’intensité maximale observée est de III sur l'échelle EMS-98 dans un rayon de 5 à 15 km pour 8 communes autour de l’épicentre. Le séisme a été déclaré ressenti dans 31 communes, la secousse couvrant ainsi une surface de 1 594 km2,.

## Zonage sismique dans le Loiret
Pour chaque commune du territoire national, un aléa sismique, c'est-à-dire l’ampleur des mouvements sismiques attendus sur une période de temps donnée, a pu être défini à partir de l'analyse des données de la sismicité historique (données issues de témoignages et de documents bibliographiques recensés depuis environ 1000 ans), des données instrumentales (mesurées par des appareils depuis une cinquantaine d’années) et par l'identification des failles actives. La France  a ainsi été découpée en cinq zones de sismicité croissante par décret du 22 octobre 2010 (article D563-8-1 du code de l’environnement), allant de la zone 1, de sismicité très faible, à la zone 5, de sismicité forte. 
La totalité du département du Loiret est classée en zone de sismicité « très faible ».

## Prévention du risque sismique

### Travaux de réduction de la vulnérabilité
Les travaux de réduction de la vulnérabilité (mitigation) des enjeux bâtis passe par une vérification de la conformité des structures aux règles parasismiques en vigueur.

#### Réglementation parasismique
L’objectif de la réglementation parasismique est la sauvegarde des vies humaines pour une secousse dont le niveau d’agression est fixé pour chaque zone de sismicité, dans des limites économiques supportables pour la société. Les articles R563-1 à R563-8 du Code de l’environnement distinguent deux types d’ouvrages :
- les ouvrages « à risque normal » comprenant les bâtiments, équipements et installations pour lesquels les conséquences d’un séisme demeurent circonscrites à leurs occupants et à leur voisinage immédiat»[11] ;
- les installations classées « à risque spécial » correspondant « aux bâtiments, équipements et installations pour lesquels les effets sur les personnes, les biens et l’environnement de dommages même mineurs résultant d’un séisme peuvent ne pas être circonscrits au voisinage immédiat desdits bâtiments, équipements et installations ». La nouvelle réglementation parasismique, définie par l'arrêté du 4 octobre 2010, s'impose à ces ouvrages, quel que soit le niveau d'aléa[12]. Dans le département du Loiret, la centrale nucléaire de Dampierre-en-Burly entre dans ce cadre.

#### Centrale nucléaire de Dampierre
Le séisme de référence associé à la centrale nucléaire de Dampierre (Dampierre-en-Burly) est le séisme de Tigy, qui s’est produit le 3 octobre 1933. Le séisme maximum historiquement vraisemblable (SMHV) est un séisme similaire à ce séisme de référence se produisant au droit du site de la centrale, d'intensité VI sur l'échelle Medvedev-Sponheuer-Karnik (MSK) et de magnitude 4,4. Par déduction, le séisme majoré de sécurité (SMS) est de d'intensité VII MSK et de magnitude 4,9. Après application d'un coefficient de sol correspondant à un sol moyen, le spectre de sol caractérisant la réponse du sol à un tel séisme peut être établi. Le pic d'accélération s'établit, selon l'évaluation complémentaire de sécurité de 2011, à 0,18 g pour le SMS, soit une vitesse de 7 cm/s. Le spectre associé à la SMS était évalué en 2003 à 0,17 g par Électricité de France (EDF) et à 0,21 g par l'Institut de radioprotection et de sûreté nucléaire (IRSN). Dans son courrier du 2 juin 2003, l'Autorité de sûreté nucléaire (ASN) a validé les conclusions d'EDF en retenant une accélération de 0,17 g comme vérification pour le dimensionnement.
Les centrales nucléaires ayant été construites par paliers, à savoir sur des bases identiques de conception, le spectre retenu pour le dimensionnement de toutes les centrales d'un même palier est identique, quel que soit le lieu. Pour les réacteurs de 900 MW (palier CPY), la forme spectrale utilisée était celle dite du « spectre EDF » définie comme la moyenne lissée du spectre de 8 accélérogrammes enregistrés lors de cinq séismes d'origine californienne. L'îlot nucléaire de Dampierre a ainsi été conçu sur la base d'un spectre normé à 0,2 g à période nulle. Pour les ouvrages de site hors îlot, un spectre normé à 0,1 g a été retenu. L'évaluation complémentaire de sûreté de Dampierre réalisée en 2011 montre que le spectre EDF (SMD) enveloppe bien le spectre du SMS sur la gamme de fréquences 1-6 Hz, mais que l'on peut constater un léger dépassement autour des 10 Hz. Celui-ci n'induit toutefois aucun impact significatif, compte tenu des méthodes de calcul de l'époque, très largement sécuritaires.

### Prise en compte du risque dans l'aménagement

#### Plan de prévention des risques
Le plan de prévention des risques naturels prévisibles (PPR) sismique, établi par l’État français, définit des zones d’interdiction et des zones de prescription ou sous réserve. Du fait que le département est entièrement en zone de sismicité très faible, il n'existe aucun PPR de prescrit dans le département du Loiret.

#### Document d’urbanisme
Le code de l'urbanisme impose la prise en compte des risques dans les documents d'urbanisme. Ainsi, les plans locaux d'urbanisme (PLU) permettent de refuser ou d'accepter, sous certaines conditions, un permis de construire dans des zones exposées. Du fait que le département est entièrement en zone de sismicité très faible, aucune règle ne s'impose dans les plans locaux d'urbanisme en dehors des règles générales de construction parasismique définies dans l'article R111-38 du code de la construction.

#### Permis de construire
Le département étant en zone de sismicité « très faible », aucune réglementation spécifique ne s'applique aux bâtiments à risque normal. Les installations classées pour la protection de l'environnement soumises à autorisation  doivent quant à elles respecter les conditions imposées par l'arrêté du 4 octobre 2010.

### Information sur le risque sismique

#### Information préventive
Le maire élabore le dossier d'information communal sur les risques majeurs (DICRIM), un document qui regroupe les données locales, départementales et nationales nécessaires à l'information des citoyens au titre du droit à l'information en ce qui concerne les risques majeurs. Le département étant classé en zone de sismicité très faible, le Dossier départemental des risques majeurs ne recense pas ce risque en tant que risque majeur local, le DICRIM peut donc ne pas comporter de volet « séisme ».

#### Information des acquéreurs ou locataires
L’information lors des transactions immobilières fait l’objet d’une double obligation à la charge des vendeurs ou bailleurs : l'établissement d’un état des risques naturels et technologiques et la déclaration d’une éventuelle indemnisation après sinistre. Concernant le risque sismique, seules les communes en zone de sismicité de 2 à 5 sont soumises à cette obligation, en application de l’arrêté du 19 mars 2013.  Le 10 juillet 2014, le Ministère de l'écologie, du développement durable et de l'énergie a  publié un site Internet dénommé « Géorisques » dédié aux risques majeurs qui donne à l'ensemble des usagers les informations réglementaires sur les risques auxquels ils sont soumis en localisant leur habitat directement sur une carte ou en saisissant leur adresse. Ce site permet en particulier aux notaires et agences immobilières d'éditer l'état des risques naturels et technologiques à fournir obligatoirement aux acquéreurs ou locataires.

## Organisation des secours

### Au niveau départemental
En cas de survenue d'un séisme de grande ampleur affectant plusieurs communes du département, le plan Orsec départemental serait déclenché et mis en œuvre. Ce plan définit, en application de la loi n° 2004-811 du 13 août 2004 de modernisation de la sécurité civile, l’organisation de la direction des secours et permet la mobilisation des moyens publics et privés nécessaires à l’intervention. Au niveau départemental, le préfet est directeur des opérations de secours. Il élabore et déclenche le dispositif Orsec.

### Au niveau communal
Le maire, détenteur des pouvoirs de police, a la charge d'assurer la sécurité de la population dans les conditions fixées par le code général des collectivités territoriales. À cette fin, il élabore un plan communal de sauvegarde si la commune est comprise dans le champ d’application d’un plan particulier d'intervention.